# Дубинский, Леон
Леон Дубинский (англ. Leon Isaiah Dubinsky, 5 июля 1941 года, Сидни, Новая Шотландия, Канада — 17 января 2023 года, Инглиштаун, Виктория, Новая Шотландия, Канада) — канадский актёр театра и кино, театральный режиссёр и композитор. Автор неофициального гимна Кейп-Бретона «We Rise Again».

## Биография
Родился в Сидни, Новая Шотландия, в еврейской торговой семье Ньюмана и Эстер (урождённой Гольдман) Дубински. Родители Леона владели компанией Sydney Ship Supply (родом их занятий был шипчандлер) в торговом в районе Уитни-Пир в Сидни, которая работала с начала Второй мировой войны, пока они не продали её и не вышли на пенсию. В подростковом возрасте Леон начал играть на гитаре и фортепиано и учился в Сиднийской академии, где сочинил на школьную тему «Да здравствует Сиднийская академия».
В 1970-х годах стал известен как один из основателей кейп-бретонской группы Buddy and the Boys. В начале 1980-х годов выступил как один из сооснователей ежегодного музыкального театрального ревю «Взлёт и безумие Кейп-Бретона». Песня из этого шоу, «Rise Again», стала стандартом канадской поп-музыки, когда фолк-группа The Rankin Family записала её для своего альбома 1993 года North Country. Их версия стала кросс-форматным хитом, войдя в топ-20 канадских поп-чартов и чартов для взрослых RPM, а также в топ-40 кантри-чартов журнала. Позже песню также исполнили и записали Рита Макнил и Энн Мюррей.
Другое музыкальное ревю Дубинского, Cape Breton Summertime Revue, ещё более активно гастролировало по Канаде в 1990-х годах. В 2002 году Дубинский был удостоен награды Stompin 'Tom Connors Award от «East Coast Music Awards» за вклад в музыкальную культуру Атлантической Канады.
Как актёр Дубинский был занят в региональных постановках на востоке Канады, в том числе с The Mulgrave Road Coop, Theater Antigonish, Theater PEI и Factory Lab Theater. Снялся в фильме 1987 года «Уроки жизни», за который получил номинацию на премию «Джини» за лучшую мужскую роль второго плана на 9-й церемонии вручения наград «Джини». Он снялся вместе с Риком Мерсером в телеспектакле CBC Television 1988 года «Мой брат Ларри» и играл повторяющуюся роль Кэпа Маккензи в телесериале 1990-х годов «Пит-пони».
Умер у себя в доме в Инглиштауне 17 января 2023 года после продолжительной болезни. Похороны состоялись на еврейском кладбище на Линган-роуд в Сидни. У Леона осталась жена Элизабет МакКормик; дочь Элла (Кайл) Дубински.

## Фильмография
- 2000 Pit Pony (сериал)
- 1988 «Школа жизни» Life Classes